# デニス・ゲイツゴリ

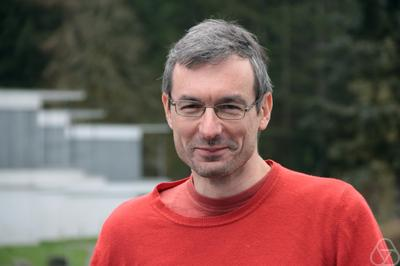
デニス・ゲイツゴリ

デニス・ゲイツゴリー (Dennis Gaitsgory、1973年10月31日 - )はユダヤ系アメリカ人の数学者。現在はマックス・プランク数学研究所に所属。専門は代数、表現論、代数幾何学。

## 経歴
モルダヴィア・ソビエト社会主義共和国・キシナウ生まれ。1998年にテルアビブ大学のヨシフ・ベルンシュタインのもとで博士号を取得。シカゴ大学准教授、ハーバード大学教授を経て現職に就任。
幾何学的ラングランズ対応に関するベイリンソン・ドリンフェルドのプログラムにおける貢献で著名である。博士論文において保型形式の幾何学化プログラムに対する貢献。アファイングラスマン多様体上に同変偏屈層の畳み込みの理論を構成し、ある種の表現の作用がグラスマン多様体に反映することを示した。
デ・ヨング予想の解決。有限量子群の理論や正則ヘッケ環の理論に関する研究、特に無限次元代数多様体の幾何学や2次元共形場理論への応用など。

## 受賞歴
- 2000年 ヨーロッパ数学会賞
- 2025年 数学ブレイクスルー賞[2]